# Tino Insana
Tino Insana (Chicago, Illinois, 1948. február 15. – Los Angeles, Kalifornia, 2017. május 31.) amerikai színész, szinkronszínész, író.

## Filmjei

### Mozifilmek
- Jó szomszédok (Neighbors) (1981)
- Esze semmi, fogd meg jól! (Going Berserk) (1983)
- A három amigó (¡Three Amigos!) (1986)
- Amazonok a Holdon (Amazon Women on the Moon) (1987)
- Ideggyogyó (The Couch Trip) (1988)
- Gyermekáldás? (For Keeps?) (1988)
- Gyagyás nyomozás (Who's Harry Crumb?) (1989)
- Bizánci tűz (Why Me?) (1990)
- Oszkár (Oscar) (1991)
- Tom és Jerry – A moziban (Tom and Jerry: The Movie) (1992, hang)
- Beverly Hills-i zsaru III. (Beverly Hills Cop III) (1994)
- Pata tanya: Baromi buli (Barnyard) (2006, hang)

### Tv-filmek
- A bosszú törvénye (Justice) (1999)

### Tv-sorozatok
- Bobby's World (1990–1998, 39 epizódban, hang)
- Darkwing Duck (1991, 14 epizódban, hang)
- Dinka Banda (Goof Troop) (1992, egy epizódban, hang)
- A kis hableány (The Little Mermaid) (1992, egy epizódban, hang)
- Gézengúz hiúz (Bonkers) (1993, három epizódban, hang)
- Aladdin (1994, három epizódban, hang)
- Megőrülök érted (Mad About You) (1995, egy epizódban)
- Dzsungel könyve (Jungle Cubs) (1997, egy epizódban, hang)
- Pepper Ann (1997–2000, kilenc epizódban, hang)
- Édes élet olasz módra (That's Life) (2001, egy epizódban)
- Mickey egér klubja (House of Mouse) (2002, egy epizódban, hang)
- Félig üres (Curb Your Enthusiasm) (2007, egy epizódban)
- Vissza a farmra (Back at the Barnyard) (2007–2011, 47 epizódban, hang)
- Spaceballs: The Animated Series (2008–2009, 14 epizódban, hang)
- Bubbi Guppik (Bubble Guppies) (2011–2016, 79 epizódban, hang)